# Nicolás Laguna
Nicolás Valerio Laguna Bazán (San Miguel de Tucumán, 1772 - San Miguel de Tucumán, 1838) fue un abogado y político argentino que participó en el proceso de la Independencia de la Argentina y ejerció la gobernación de la provincia de Tucumán. Su padre fue Miguel de Laguna y Ontiveros (1762-1806) y su madre Francisca Bazán Estevés de Laguna (1744-1823) conocida por ceder en 1816 su casa para albergar al histórico Congreso de Tucumán.

## La Revolución y la Asamblea del Año XIII
Se doctoró en jurisprudencia en Córdoba en 1797 y regresó a su provincia dos años más tarde. Fue miembro del Cabildo y se unió al grupo de José Moldes cuando este llegó al norte del Virreinato para difundir las ideas independentistas.
En el Cabildo abierto de junio de 1810 se mostró partidario de la Revolución de Mayo y de una alianza con la Primera Junta, no un sometimiento a ella. Su moción no tuvo eco, pero era un antecedente autonomista. También dejó en claro el principio de la soberanía del pueblo.
Formó parte del Cabildo revolucionario y fue elegido diputado a la Asamblea del Año XIII. Como condición para aceptar el cargo pidió que se consultara al pueblo en sentido amplio, no restringido al reducido círculo de los patricios. Ya aparecía como un federal y un demócrata. Se negó a recibir su sueldo del gobierno de Buenos Aires, para que sus decisiones no estuvieran condicionadas, y se pronunció por la unión de las provincias, en oposición a la unidad que querían los porteños. Con estas posturas democráticas y federales se ganó el odio de la Logia Lautaro —que controlaba la Asamblea— y finalmente fue expulsado de la misma.
Se enfrentó al gobernador Bernabé Aráoz, denunciando el uso de la violencia y las proscripciones con que este hizo elegir los diputados al Congreso de Tucumán. Alquiló en nombre de su madre la Casita de Tucumán —como la han conocido siempre los escolares— en que se reunió el Congreso y se declaró la Independencia Argentina el 9 de julio de 1816. Apoyó a Manuel Belgrano, jefe del Ejército del Norte acantonado en Tucumán, y fue asesor de gobierno del gobernador Feliciano de la Mota Botello.

## Primer gobierno
En noviembre de 1819 una revolución llevó a Aráoz de vuelta al gobierno, y unos meses más tarde este fundó la República del Tucumán, de la cual fue legislador. Representó a su provincia en el fracasado Congreso de Córdoba en 1821.
Tras el primer derrocamiento de Aráoz, se enfrentó con su sucesor, Abraham González, y luego apoyó a todos sus sucesores, que se sucedían a veces semanalmente; hubo doce gobernadores en un año.
En noviembre de 1823 fue elegido gobernador, aunque el poder real lo tenía el general Javier López. Administró como pudo una provincia exhausta por los esfuerzos de una década de guerra exterior y tres años de guerra civil, y debió hacer frente a la prepotencia de los militares y a los intentos de Aráoz de volver al poder. A principios de 1824 presentó su renuncia, que la legislatura ni siquiera consideró. Por eso, en febrero, simplemente dejó su despacho, cerró la puerta con llave y se la entregó a la legislatura junto con una nueva renuncia.
Para reemplazarlo fue elegido Javier López, que poco después hacía fusilar a Aráoz. Ocupó una banca en la legislatura durante su gobierno y el de Lamadrid.

## Segundo gobierno
Después de la derrota de este en la batalla de Rincón de Valladares frente a Facundo Quiroga, este hizo que la legislatura eligiera gobernador a Laguna, el más auténtico federal de la provincia y uno de los hombres más cultos y preparados. No le quedó más remedio que aceptar y asumir el gobierno el 12 de julio de 1827. Su gobierno fue ordenado, respetuoso de las leyes y falto de fondos, igual que el anterior. Fue un buen aliado de los federales del Noroeste y de Cuyo, especialmente de Facundo Quiroga.
Debió disolver la legislatura unitaria y reunir otra, medianamente federal. Por muchos meses negó a Lamadrid el pedido de regresar a Tucumán; cuando finalmente se lo permitió, este le pagó dirigiendo una revolución en su contra. Aunque logró derrotarla, renunció el 20 de febrero de 1828. El gobierno volvió a los unitarios, y pronto a Javier López.
Se retiró a administrar su estancia Las Tacanas, en Tafí del Valle, donde permaneció alejado de la política. Su dormitorio en el casco de origen jesuítico se conserva con mobiliario origina. En donde disfrutó por un tiempo de uno de los climas más benignos y uno de los paisajes más hermosos de la Argentina.
Después de la batalla de La Ciudadela, con que se terminó la guerra civil de 1829-1831, Quiroga lo envió a Salta a arreglar la paz. Convenció a Rudecindo Alvarado de dejar la provincia y nombrar gobernador al federal Pablo Latorre. El gobierno tucumano fue asumido por Alejandro Heredia.
Murió en Tucumán en junio de 1838, en la casa histórica de la Independencia.